# أندري بوندارينكو
أندري بوندارينكو (بالأوكرانية: Бондаренко Андрій Володимирович)‏ هو مغني أوبرا ومغني أوكراني، ولد في 8 أبريل 1987 في كامينيتس في أوكرانيا.

## وصلات خارجية
- أندري بوندارينكو على موقع ميوزك برينز (الإنجليزية)
- أندري بوندارينكو على موقع أول ميوزيك (الإنجليزية)